# باشگاه فوتبال نورتویچ ویلا
باشگاه فوتبال نورتویچ ویلا (به انگلیسی: Northwich Villa Football Club) یک باشگاه فوتبال در شهر نورتویچ، کشور انگلستان است که در سال ۲۰۰۵ میلادی تأسیس شده‌است.